# Хоровий концерт
Хоровий концерт — центральний жанр хорової музики доби класицизму в українській, білоруській та російській музиці (друга половина XVIII століття). Писався як циклічний твір для чотириголосого хору a cappella на церковні тексти (найчастіше на тексти давидових псалмів) і виконувався під час богослужінь. Хоровий концерт зазвичай містив не менше 4-х частин, що чергувалися за принципом темпових та динамічних контрастів.

## Історія та походження
Хоровий концерт генетично пов'язаний, з одного боку, із традицією партесного співу, з іншого боку, із західноєвропейською музичною традицією класицизму. Перші взірцеві твори у жанрі хорового концерту були написані Максимом Березовським та Дмитром Бортнянським. Однак твори обох названих композиторів великою мірою спираються на загальноєвропейську музичну інтонацію (денаціоналізація мистецтва типова для естетики Класицизму). Найбільша наповненість хорового концерту саме українською інтонацією є у хорових концертах Артема Веделя. Саме хорові концерти Артема Веделя органічно поєднали у собі традиції, вироблені у партесному співі (у творах А.Веделя знайдені в тому числі цитати із партесних концертів), західноєвропейські традиції, а також залучення нового інтонаційного пласта — інтонацій українських дум і плачів.
Оскільки в західноєвропейській музиці, починаючи з доби Бароко, центральними музичними жанрами ставали інструментальні та вокально-інструментальні жанри світської музики, а в Україні (так само і в Росії) центральними жанрами і надалі залишалися вокальні жанри церковної музики, можна провести певну паралель між жанрами інструментальної музики у Західній Європі та вокальної в Україні. Бароко: concerto grosso — партесний концерт. Класицизм: симфонія — хоровий концерт.

## Проблеми термінології
Інші назви: духовний концерт, хоровий духовний концерт. На певному етапі розвитку музикознавчої науки термінологічно не було розрізнено партесний та хоровий концерт. Тому, під назвою «хоровий концерт» у наукових працях 1970-х рр. іноді слід розуміти «партесний концерт». В даному випадку слід орієнтуватися за вказівками на ту чи іншу епоху розвитку музики: XVII ст. і перша половина XVIII ст. (доба Бароко) — партесний концерт, друга половина XVIII ст. (доба класицизму) — хоровий концерт.

## Порівняння зовнішніх відмінностей між жанрами партесного та хорового концерту
|                             | Партесний концерт | Хоровий концерт |
| --------------------------- | --- | --- |
| Час побутування, персоналії | Кінець XVI — до середини XVIII століття. Доба Бароко. М.Дилецький, В.Титов, С.Пекалицький, І.Домарацький, Г.Левицький та ін.                                                                                                | Друга половина XVIII століття. Доба Класицизму. М.Березовський, Д.Бортнянський, А.Ведель та ін. |
| Композиція                  | Твір одночастинний, написаний у контрастно-складовій формі з внутрішнім поділом на розділи або без такого поділу. Кожного разу композиційне рішення індивідуальне і здебільшого залежить від канонічного церковного тексту. | Твір циклічний, часто чотиричастинний. Межі між частинами чіткі, що підкреслюється темповим і динамічним контрастом. Деякі (або всі) частини мають раціональну внутрішню організацію з поділом на розділи. Фрагменти тексту можуть вільно повторюватися, переставлятися місцями тощо. Структура твору текстом |
| Кількість фактурних голосів | Твори на 3, 4, 5, 6, 7, 8, 9, 11, 12, 18 і більше голоси (партії). | Твори на 4 голоси-партії (зрідка можливі divisi у різних партіях, тоді реальна кількість фактурних голосів ситуативно збільшується — здебільшого у творах А.Веделя). Часом із хору виділяються солісти. |
| Виконавський склад          | Голоси хлопчиків та чоловіків. Виконання вокальним ансамблем. Кількість співців на кожну партію: 1–2 (у творах на 12 і більше партій у кожній партії — один співак).                                                        | Чоловічі та жіночі голоси (голоси хлопчиків можуть замінюватися жіночими голосами). В кожній партії від 3–4 до 25 або більше співаків. |
| Рукописи                    | Кожна партія фіксується в окремому рукописі і записується київською квадратною нотацією, в тому числі без тактових ліній. Позначення характеру (темпу) виконання відсутні. Динамічні позначення кириличні.                  | Можливий партитурний запис. Нотація західноєвропейського зразка, ідентична до сучасної. Використовуються італійські позначення характеру (темпу) виконання та динамічних нюансів. |